# Kopiivka, Tulciîn
Kopiivka (în ucraineană Копіївка) este o comună în raionul Tulciîn, regiunea Vinnița, Ucraina, formată numai din satul de reședință.

## Demografie
Componența lingvistică a satului Kopiivka
     Ucraineană (98,28%)
     Rusă (1,49%)
     Alte limbi (0,15%)
Conform recensământului din 2001, majoritatea populației satului Kopiivka era vorbitoare de ucraineană (98,28%), existând în minoritate și vorbitori de rusă (1,49%).